# استرومگرن (دهانه)
استرومگرن یک دهانه برخوردی در ماه‌ است.

## دهانه‌های اقماری
این دهانه ۲ دهانه اقماری دارد.
| Strömgren | عرض جغرافیایی | طول جغرافیایی | قطر          |
| --------- | ------------- | ------------- | ------------ |
| A         | ۱۷.۸° S       | ۱۳۱.۷° W      | ۵۱.۰ کیلومتر |
| X         | ۱۷.۴° S       | ۱۳۴.۶° W      | ۴۲.۰ کیلومتر |